# Spike Owen
Spike Dee Owen (né le 19 avril 1961 à Cleburne, Texas, États-Unis) est un ancien joueur américain de baseball. De 1983 à 1995, il a évolué à la position d'arrêt-court pour cinq équipes dans les Ligues majeures de baseball.

## Carrière

### Mariners de Seattle
Spike Owen est un choix de première ronde (6e joueur sélectionné au total) des Mariners de Seattle en 1982. Choisi trois ans après son frère aîné Dave Owen, il fait cependant ses débuts dans les Ligues majeures quelques mois avant lui, soit le 25 juin 1983 pour Seattle, avec qui il joue une demi-année. En 1984, il devient joueur régulier de l'équipe, prenant part à 152 parties au poste d'arrêt-court. Il fait partie des Mariners jusqu'à la mi-saison 1986.

### Red Sox de Boston
Le 19 août 1986, les Mariners échangent Spike Owen et le voltigeur de centre Dave Henderson aux Red Sox de Boston en retour de l'arrêt-court Ray Quinones, du voltigeur John Christensen et des lanceurs Mike Brown et Mike Trujillo.
Le 21 août 1986, à sa troisième partie seulement avec sa nouvelle équipe, il égale un record des majeures en marquant 6 fois dans un même match, dans une écrasante victoire de 24-5 des Red Sox sur les Indians de Cleveland. Owen aide les Sox à remporter le championnat de la division Est de la Ligue américaine. En Série de championnat, il frappe dans une moyenne au bâton de, 429 (9 coups sûrs en 21 apparitions au bâton) lors des sept parties opposant Boston aux Angels de la Californie, puis maintient une moyenne de, 300 (6 coups sûrs en 20) lors des sept parties de la Série mondiale 1986, où les Red Sox s'inclinent devant les Mets de New York.

### Expos de Montréal
Après deux autres saisons à Boston, Spike Owen est échangé aux Expos de Montréal le 8 décembre 1988. Le lanceur Dan Gakeler est aussi transféré à Montréal dans la transaction, alors que les Red Sox font l'acquisition du lanceur John Dopson et de l'arrêt-court Luis Rivera.
Déjà reconnu pour ses talents défensifs, Spike Owen s'avère encore plus solide à sa position avec les Expos. En quatre saisons et 552 parties, il ne commet que 36 erreurs. En 1990, il établit un record de la Ligue nationale en disputant 63 parties consécutives sans erreur en défensive,.

### Yankees et Angels
Avec l'émergence du jeune Wil Cordero, les Expos laissent partir Owen après la saison 1993 et ce dernier signe comme agent libre avec les Yankees de New York. En 1994 et 1995, il s'aligne avec les Angels de la Californie.
Spike Owen a joué 1544 parties en 13 saisons dans les Ligues majeures, frappant 1211 coups sûrs, dont 46 coups de circuit. Il totalise 587 points marqués et 569 points produits. Sa moyenne au bâton en carrière est de, 246.

## Entraîneur
De 2002 à 2006, Owen est instructeur de banc de l'Express de Round Rock, une équipe mineure qui était à l'époque le club-école de niveau AAA des Astros de Houston dans la Ligue de la côte du Pacifique. Il est gérant par intérim de l'équipe en 2011. En 2014, il réintègre le personnel d'instructeur de l'Express, à présent affilié aux Rangers du Texas. Cette année-là, il est brièvement appelé par les Rangers pour être instructeur au troisième but par intérim lorsque Gary Pettis doit s'absenter. Il est aussi instructeur de troisième but des Rangers durant la saison 2016 lorsque Tony Beasley doit prendre un congé de maladie.

## Vie personnelle
Son frère Dave Owen, de 3 ans son aîné, joue dans les Ligues majeures comme joueur de champ intérieur pour les Cubs de Chicago de 1983 à 1985 et pour les Royals de Kansas City en 1988.